# Трубецкой, Борис Алексеевич
Борис Алексеевич Трубецкой (28 июня 1909, Воронеж — 1998, Кишинёв) — советский и молдавский историк русской литературы, учёный-пушкинист, критик, литературовед, доктор филологических наук (1971), педагог, профессор (1974).
Ответственный секретарь Союза писателей Молдовы, член Союза писателей и Союза журналистов Молдовы. Заслуженный деятель культуры Молдавской ССР.

## Биография
Из дворян. Отец был репрессирован. В 1937 году окончил Воронежский педагогический институт. Работал в Пушкинском доме в Ленинграде. Блокадник. Затем был эвакуирован в Сибирь, перенёс заболевание туберкулёзом.
С 1944 года жил в Молдавии, занимался исследованием истории бессарабской печати и русско-молдавских литературных связей.
С 1947 по 1953 — первый директор литературно-мемориального дома-музея А. С. Пушкина в Кишинёве.
Преподаватель русского языка на филологическом факультете (1954—1975 и 1980-1986), заведующий кафедрой русской и советской литературы (1975—1980) Молдавского государственного университета.
За большой вклад в развитие науки и журналистики удостоен звания «Заслуженного деятеля культуры» МССР.
Похоронен на Центральном городском кладбище Кишинёва.

## Научная деятельность
Б. А. Трубецкой — один из крупнейших исследователей творчества А. С. Пушкина, особенно кишинёвского периода.
Основным объектом его научных исследований является жизнь и творчество А. Пушкина, особенно во время пребывания поэта в Молдавии. Автор литературных работ по разработке русско-молдавских литературных связей и прессы в Бессарабии до Октябрьской революции.
Инициатор восстановления дома Пушкина в Кишинёве и бывшей усадьбы семьи Ралли в Долне, ставшей филиалом дома-музея А. С. Пушкина.
Автор более 200 научных и литературных трудов. Автор сценария документального фильма «Пушкин в Молдавии» (1982, совместно с А. Кодру).

## Избранные публикации
- «Пушкин в Кишинёве» (Кишинёв, 1945),
- «Из истории периодической печати Бессарабии (1854—1916)» (Кишинёв, 1968),
- «Твоей молвой наполнен, сей предел…» (Кишинёв, 1973),
- «Связь времен. Проблемы эстетики, критики, журналистики» (Кишинев, 1978),
- «Пушкин в Молдавии» (Кишинёв, 7 изданий).